# لیتل پارا ریور
لیتل پارا ریور (به انگلیسی: Little Para River) رودخانه‌ای است که در استرالیا جریان دارد.